# سيسيل بي. داي
سيسيل بي. داي (بالإنجليزية: Cecil B. Day)‏ هو شخصية أعمال أمريكي، ولد في 10 ديسمبر 1934 في بروكليت في الولايات المتحدة، وتوفي في 15 ديسمبر 1978 في أتلانتا في الولايات المتحدة.